# Илия Минятий
Илия́ Миня́тий (греч. Ηλίας Μηνιάτης; 1669, Ликсури — 1714, Патры) — епископ Керники и Калаврита (в Морее), проповедник и богослов.
Его книга: «Камень соблазна, или историческое пояснение о начале и причине разделения между восточной и западной церквами», изданная в 1717 году в Лейпциге, в 1783 году была переведена на русский язык и издана в Санкт-Петербурге. К этому изданию приложено и «Житие Илии Минятия». В 1788 году появились на русском языке его проповеди; новый их перевод был издан в 1902 году (Сергиев Посад).